# Família Haro

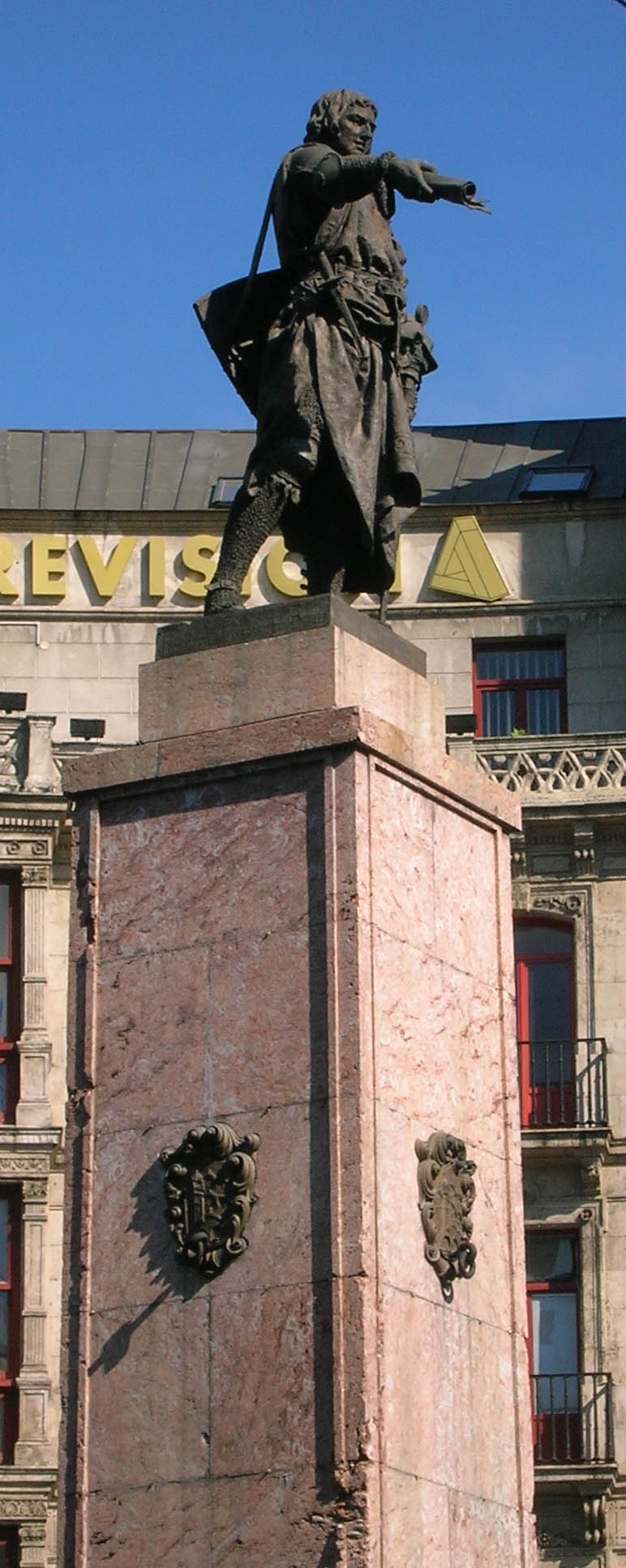
Diego Llopes V de Haro. Monument a Bilbao, amb escultura obra de Marià Benlliure

Els Haro foren una família que va governar el senyoriu de Biscaia. Va prendre el nom del poble d'Haro, a la Rioja, repoblat pel senyor del territori Diego López I d'Haro cap a començaments del segle xii.
El llinatge, inicialment independent, apareix com a vassall de Castella i Navarra des del segle x al XII. Cap al 1210 Castella s'imposa de forma definitiva. La família es va extingir en la seva branca principal i el senyoriu va anar a parar a l'infant Joan de Castella que era descendent de Llop Díaz de Haro IV el d'Alfaro. Joan va ser proclamat rei de Castella (Joan I de Castella) i el senyoriu es va unir a la corona castellana (1379).
Una altra línia descendent de Llop Díaz de Haro III (1254-1289) va originar la branca dels marquesos del Carpio (1559) i després ducs (1699). Dos membres d'aquest llinatge varen governar a Nàpols: García de Haro y Guzmán, fill del cinquè marqués, va exercir com a virrei del 1653 al 1658; i Méndez de Haro-Guzmán y de Aragón-Cardona-Córdoba, fill de l'anterior, ho va ser del 1683 al 1687.